# Kokutan'Art
 (juin 2025).
La mise en forme du texte ne suit pas les recommandations de Wikipédia : il faut le « wikifier ».
Les points d'amélioration suivants sont les cas les plus fréquents :
- Les titres sont pré-formatés par le logiciel. Ils ne sont ni en capitales, ni en gras.
- Le texte ne doit pas être écrit en capitales (les noms de famille non plus), ni en gras, ni en italique, ni en « petit »…
- Le gras n'est utilisé que pour surligner le titre de l'article dans l'introduction, une seule fois.
- L'italique est rarement utilisé : mots en langue étrangère, titres d'œuvres, noms de bateaux, etc.
- Les citations ne sont pas en italique mais en corps de texte normal. Elles sont entourées par des guillemets français : « et ».
- Les listes à puces sont à éviter, des paragraphes rédigés étant largement préférés. Les tableaux sont à réserver à la présentation de données structurées (résultats, etc.).
- Les appels de note de bas de page (petits chiffres en exposant, introduits par l'outil «  Source ») sont à placer entre la fin de phrase et le point final[comme ça].
- Les liens internes (vers d'autres articles de Wikipédia) sont à choisir avec parcimonie. Créez des liens vers des articles approfondissant le sujet. Les termes génériques sans rapport avec le sujet sont à éviter, ainsi que les répétitions de liens vers un même terme.
- Les liens externes sont à placer uniquement dans une section « Liens externes », à la fin de l'article. Ces liens sont à choisir avec parcimonie suivant les règles définies. Si un lien sert de source à l'article, son insertion dans le texte est à faire par les notes de bas de page.
- La présentation des références doit suivre les conventions bibliographiques. Il est recommandé d'utiliser les modèles {{Ouvrage}}, {{Chapitre}}, {{Article}}, {{Lien web}} et/ou {{Bibliographie}}. Le mode d'édition visuel peut mettre en forme automatiquement les références.
- Insérer une infobox (cadre d'informations à droite) n'est pas obligatoire pour parachever la mise en page.

Pour une aide détaillée, merci de consulter Aide:Wikification.
Si vous pensez que ces points ont été résolus, vous pouvez retirer ce bandeau et améliorer la mise en forme d'un autre article.
Kokutan'art est un rendez-vous annuel international de la photographie d’auteur qui se tient à Brazzaville, en République du Congo. Son nom, issu du lingala kokutana, « se rencontrer », soulignant la vocation du festival à créer des échanges et des rencontres entre photographes professionnels et amateurs du continent africain et d’ailleurs.

## Description
Lancé en 2021 par l’association Mbongui Art Photo, en partenariat avec l’Institut Français du Congo (IFC), Kokutan'art est rapidement devenu un carrefour artistique majeur mettant en lumière la photographie africaine contemporaine. Le festival explore chaque année des thématiques sociales, culturelles et environnementales à travers l’objectif des photographes, tout en favorisant le dialogue entre disciplines artistiques variées.

## Résumé des éditions

### IreÉdition
La première édition s'est tenue du 20 au 24 avril 2021 à Brazzaville. Fondation du festival autour du concept de rencontres entre artistes photographes, pour thème L’Afrique en face montre  une volonté forte de valoriser la photographie africaine émergente avec la participation des photographes comme : Robert Nzaou (Congo), Pierre-Man’s (Congo - France), Nathalie Guironnet (France), Mirna Kintombo (Congo), Godelive Kasangati (Congo), Armel Mboumba (Congo), Francis Kodia (Congo), Bonny Claude Massassa (Gabon),
Moussa John Kalapo (Mali), Jacques Do Kokou (Togo), Arnaud Makalou (Congo),
Thérance Ralff Lhyliann (Congo)
,.

### IIeÉdition
La deuxième édition de Kokutan’Art, s’est tenue du 27 mai au 1er juin 2022 à l’Institut français du Congo et aux ateliers Sahm. Cet événement a réuni des professionnels et amateurs de la photographie venus de plusieurs pays africains et européens, dont Kris Pannecoucke, invité d’honneur (Belgique), Nathalie Guironnet (France), Mirna Kintombo (Congo), Yvon Ngassam (Cameroun), Moussa Kalapo (Mali), Christ Kimvidi (Congo), Therance Ralff Lhyliann (Congo), Françoise Benomar (Maroc), Christel Arras (Rwanda), Léa Lund et Erik K (Suisse), Jean-Pierre Duvergé (France), Souley Abdoulaye (Niger),.

### IIIeÉdition
Thème « Nocturnes », centré sur l’accès à l’électricité dans les villes africaines, explorant la vie urbaine dans l’obscurité et les enjeux liés à la transition énergétique. Cette édition a rassemblé des photographes comme Robert Nzaou (Congo), Rijasolo (Madagascar), Lebon Chansard Ziavoula (Congo), Nathalie Guironnet (France), Arsene Mpiana (Congo), Armel Mboumba (Congo), Maïté Botembe (Congo),.

### IVeÉdition
La quatrième édition, tenue du 21 mai au 21 juin 2024 à Brazzaville, a mis en lumière les interrogations des artistes photographes sur l'urgence climatique et la protection de l'environnement. Le thème « Urgence » a guidé les expositions, ateliers et rencontres, soulignant la nécessité d'agir face au changement climatique et ses conséquences, tout en valorisant la photographie d'auteur contemporaine du Congo et d'Afrique centrale avec la participation et des expositions de Boubacar Touré Mandemory (Sénégal), John Kalapo (Mali),
Baudouin Mouanda (Congo), Mirna Kintombo (Congo), Robert Nzaou (Congo),
Franchesca Bel (Congo-France), Souley Abdoulaye (Niger), Baudouin Bikoko (Congo), Tessilim Adjayi (Togo), Siaka Zerbo (Burkina Faso), Mariam Niaré (Mali),.

### VeÉdition
La cinquième édition, organisée du 6 mai au 6 juin 2025 avec le soutien de l’Institut français de Paris, a été pensée autour du thème « Afrotopiques, Ré-imaginer les possibles ». Elle a mis en avant la richesse, la vitalité et la résilience des sociétés africaines face aux bouleversements mondiaux, en dépassant les oppositions entre tradition et modernité. Cette édition a marqué un tournant avec la nomination d’une commissaire d’exposition, Elise Billard Pisani, à la direction artistique avec la participation des exposés comme Adrien Tache (France), Sibusiso Bheka (Afrique du Sud), Yvon Ngassam (Cameroun), Léonard Pongo (Belgique - Congo), Philippe Blondel (Canada), Eliane Aïsso (Bénin), Huguette Doris Kenfack (Cameroun), Kani Sissoko (Mali), Ralff Lhylliann Therance (Congo), Kinzenguele (Congo), Barnus Gbekide (Bénin - Côte d'Ivoire),.